# 正火
正火（英語: Normalising）是金属热处理的一种方法。将钢加热到奥氏体（Ac3或Accm以上30-50℃）并进行保温，然后在空气中冷却而得到的近乎于平衡组织的工艺。正火的作用是改善材料的机械性能，改善切削性能，细化铸态组织，消除网状渗碳体，为后续加工、球化退火及淬火等工艺做好组织准备。正火组织一般为伪共析珠光体。
正火与完全退火较为类似，但是冷却速度较完全退火快，故正火组织比较细，其硬度、强度也稍高些。对于亚共析钢来说，正火处理比退火具有较好的机械性能。但当零件形状复杂，正火冷却速度快有形成裂纹风险时，则用退火。正火比退火的生产周期短，成本低，操作方便，故在条件允许时，应优先采用正火。